# Chevalier cuivré
Moxostoma hubbsi
Espèce
Statut de conservation UICN

 EN A2c; B1ab(v)+2ab(v) : En danger
Le Chevalier cuivré (Moxostoma hubbsi) aussi appelé suceur cuivré dans la documentation,  est un poisson de la famille des catostomidés. Cette espèce est endémique au sud-ouest du Québec. Il doit son nom à la forme caractéristique de ses écailles, rappelant l'armure métallique des chevaliers, de même qu'à sa couleur cuivrée. Pierre-Étienne Fortin l’aurait décrit pour la première fois en 1866 mais c’est seulement en 1942 qu’il a été nommé Moxostoma hubbsi par Vianney Legendre. Il est considéré comme une espèce en danger selon COSEWIC 2004 dû au déclin considérable de sa population depuis les 100 dernières années . En 2005, le COSEPAC (Comité sur la situation des espèces en péril au Canada) a modifié son statut d'espèce menacée, donné en 1987, à espèce en voie de disparition. Ce statut d'espèce en voie de disparition a été confirmé par la loi canadienne sur les espèces en péril en décembre 2007.

## Description et mode de vie

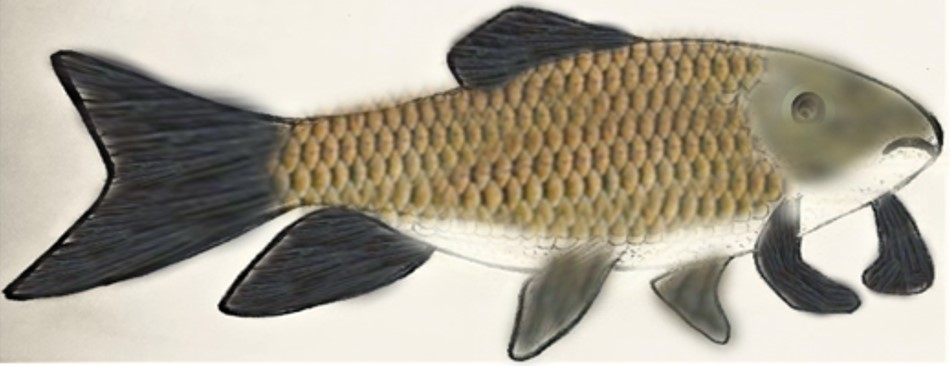
Chevalier cuivré (Moxostoma hubbsi)

Parmi les espèces de chevalier au Québec, ce sont eux qui ont la plus grande fécondité et le taux de croissance le plus rapide. Jadis, le chevalier cuivré était aussi le plus abondant . Ce grand poisson peut mesurer jusqu’à 70 cm de longueur, peser un peu plus de 5 kg, et les femelles ont une taille supérieure aux mâles,. Le genre Moxostoma regroupe plusieurs espèces de chevaliers et celle qui possède l’appareil pharyngien le plus spécialisé est le chevalier cuivré. C’est ce qui explique son alimentation exclusivement constituée de mollusques qui peuvent être broyés par leurs grosses dents en forme de molaires. Leurs ossements dentaires ont permis de les identifier sur des sites archéologiques et de nous informer que ce poisson faisait partie du régime alimentaire des Premières Nations ainsi que des nouveaux arrivants européens.
Le chevalier cuivré possède de 15 à 16 rangées d’écailles autour du pédoncule caudal. Sa tête triangulaire est courte et massive et légèrement bossue derrière. Leur bouche, située en dessous du nez et marquée de stries, peut se déployer vers l’avant . À l’entrée de l’œsophage, il y a des dents en forme de couronne. Son pharynx est très robuste et il possède des dents en forme de molaires (18 à 21 par arc) qui le distinguent des autres espèces,,,. Chez les jeunes chevaliers cuivrés, on remarque déjà leurs petites dents réduites avec une base élargie et robuste,. Cependant, l’identification à l’aide de la génétique reste la façon la plus sûre de les authentifier,.
Il vit plus de 30 ans et se reproduit à partir de l'âge de 10 ans où il est très fécond (une femelle pouvant pondre plus de 100 000 œufs). La ponte n'a lieu qu'en eaux vives sur des gravières. Au printemps les adultes remontent la rivière Richelieu et parcourent de longues distances (jusqu'à 125 km en 5 jours). Aussitôt après la ponte, ils repartent vers le fleuve Saint-Laurent. Ils passent l'hiver très dispersés sur tout leur territoire. Cette espèce va frayer entre la fin juin et le début juillet lorsque la température de l’eau est plus élevée (entre 18 °C et 26 °C). La reproduction a lieu en eaux vives dans les rapides de Chambly et au barrage de Saint-Ours dans une profondeur qui varie entre 0,75 m et 2,0 m.
Les jeunes alevins se dispersent grâce au courant après une dizaine de jours et s'arrêtent dans les végétations des bordures de rives, sur tout le long de la rivière Richelieu. Les déplacements du chevaliers cuivrés sont relativement faibles en été (0,13 km/j) et en hiver (0,17 km/ j). La distance la plus élevée est effectuée au printemps (0,93 km/j) en prévision de la période de reproduction et à l’automne (0,55 km/j),. Les géniteurs provenant du fleuve Saint-Laurent devront migrer sur une distance de 40 à 100 km durant 4 à 40 jours pour accéder aux frayères de Saint-Ours ou de Chambly. Cependant, ceux qui résident dans la rivière Richelieu devront faire environ 28 km et prendront en moyenne 7 jours afin de retrouver leurs sites de reproduction. Habituellement, chez les Catostomidés, les mâles arrivent avant les femelles au site de frai. Par contre, certains scientifiques ont remarqué qu’il était possible de voir les deux sexes plusieurs jours avant la période de frai à Saint-Ours et à Chambly,.

## Habitat et localisation
Actuellement, il existe qu’une seule population de cette espèce,,. On la retrouve dans les rivières Richelieu, l’Acadie, des Prairies et des Mille-Îles, à l’embouchure des rivières Maskinongé et Saint-François ainsi que dans le fleuve Saint-Laurent, entre Vaudreuil et lac Saint-Pierre. Auparavant, il était aussi possible de retrouver le chevalier cuivré dans la rivière Yamaska et la rivière Noire,,. La disparition de l’espèce dans ces eaux est probablement due à la dégradation et à la fragmentation importante des habitats,. Une aire d’alevinage a été identifiée dans la rivière Richelieu entre le barrage de Saint-Ours et le bassin de Chambly dans le secteur de l’île Jeannotte et de l’île aux Cerfs,,.
L’habitat est sélectionné au printemps en fonction de la végétation, de la vitesse du courant, de la turbidité et de l’abondance des mollusques. Lors de la période estivale, c’est plutôt l’abondance de gastéropodes, un substrat relativement fin (argile, limon et sable), une faible vitesse de courant (< 0,5 m/s) et la présence de moules dans le milieu qui est recherché. Les herbiers du Saint-Laurent sont des lieux très riches permettant de supporter une grande densité de mollusques. Ces endroits de prédilection fréquentés par les chevaliers cuivrés se situent à une profondeur en deçà de 5 m,. En revanche, à l’hiver, ils peuvent survivre avec une densité de nourriture nulle ou faible,.
Le chevalier cuivré est une espèce menacée dont la population est estimée à quelques milliers d'individus tout au plus. Le déclin de cette espèce peut être attribué à plusieurs facteurs, dont la modification et la détérioration de son habitat.

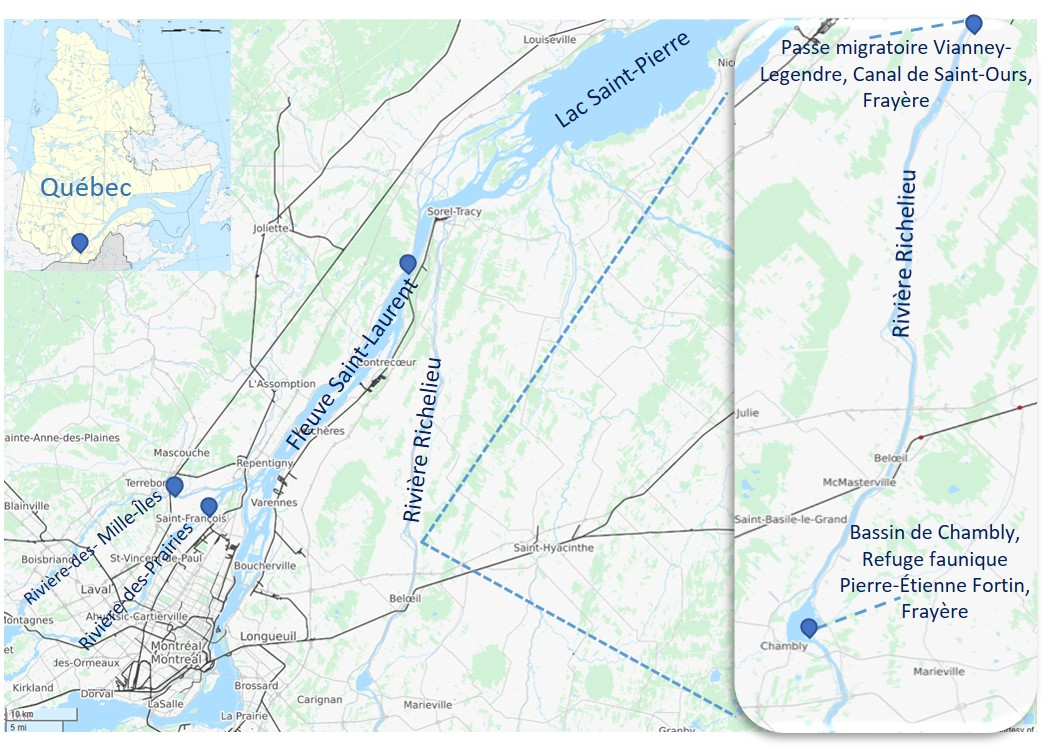
Aire de répartition du Chevalier cuivré au Québec.

## Protection

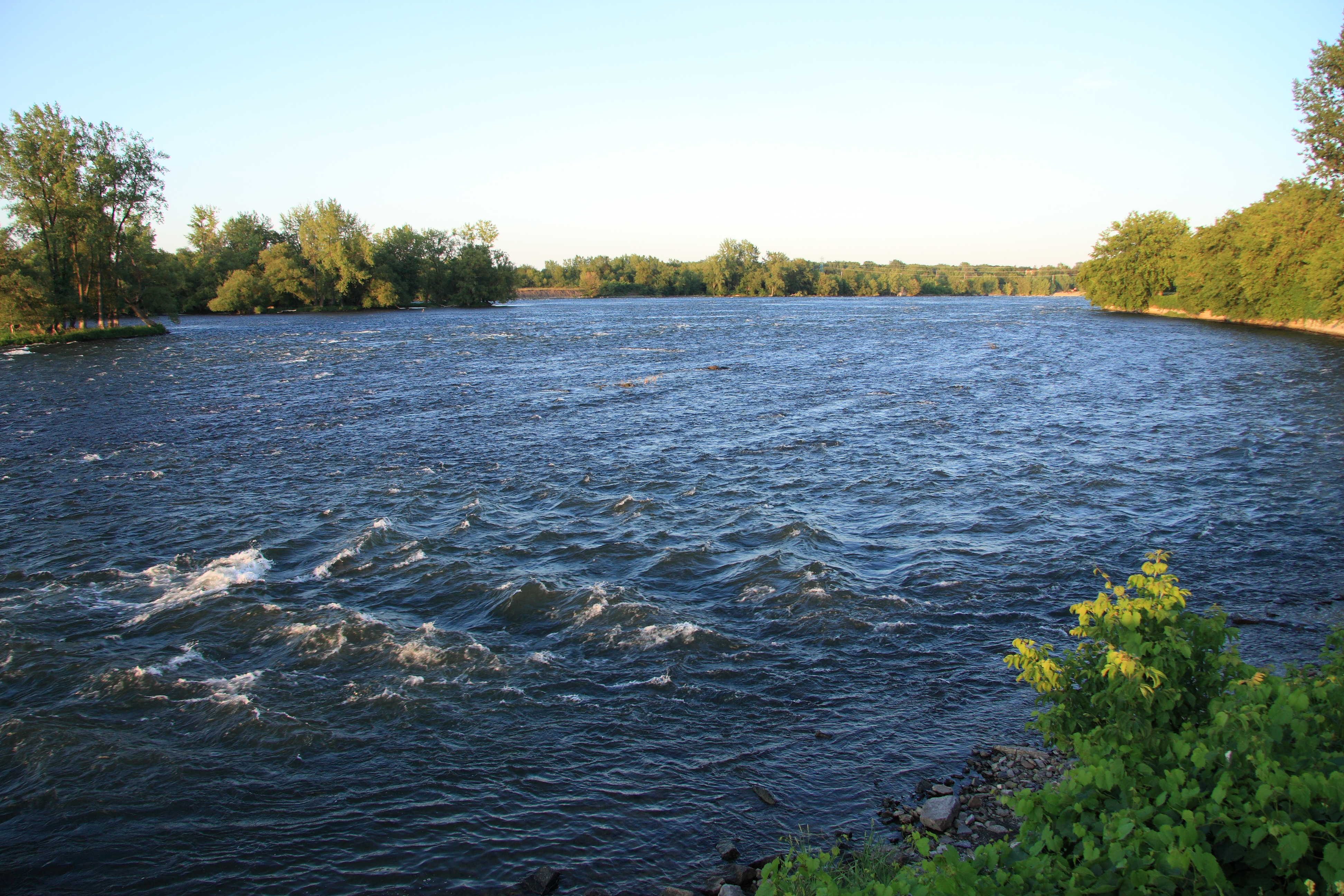
Site d'une frayère sur la rivière Richelieu à Chambly

Le chevalier cuivré est l’une des sept espèces de Moxostoma au Canada. Il est le porte-étendard des espèces menacés au Québec puisque ce poisson fut le premier à être désigné comme tel. Depuis sa découverte les années 1940, la population du chevalier cuivré est en déclin. En 1999, en vertu de la Loi sur les espèces menacées ou vulnérables du Québec, le chevalier cuivré a reçu le statut le plus précaire qui peut être attribué à une espèce afin d’éviter sa disparition. En 2007, il a été reconnu comme étant une espèce en voie de disparition selon la Loi sur les espèces en péril (LEP) du Canada. Depuis, les experts redoublent d’efforts pour sauver cette espèce unique au monde et ils ont mis en place 4 plans de rétablissements (1995, 1999, 2004, 2012).
Selon l’Équipe de rétablissement du chevalier cuivré du Québec, le rétablissement de cette espèce est considéré comme réalisable à long terme. Plusieurs stratégies sont mises en place pour atteindre les objectifs qui se retrouvent dans le plan 2012-2017. L’objectif principal du plan de rétablissement du chevalier cuivré est d’augmenter en vingt ans le nombre d’individus matures dans la population (4 000 individus) qui seront capables de se maintenir dans le temps. La diversité génétique au sein de la population devra être préservée le plus possible pour s’assurer qu’elle soit pérenne. Pour ce faire, cinq objectifs ont été fixés : 
1. Améliorer les conditions d’habitat requises pour la réalisation de l’ensemble des étapes du cycle vital du chevalier cuivré afin d’assurer sa survie et son rétablissement ;
2. Soutenir la population de chevaliers cuivrés, grâce à l’ensemencement, jusqu’à ce que la reproduction naturelle permette le maintien de la population à long terme ;
3. Encourager les efforts de recherche sur la composante subadulte (100–500 mm) de la population afin de combler le manque de connaissance de cette étape du cycle vital du chevalier cuivré ;
4. Réduire les effets des pressions anthropiques engendrées par les riverains et les usagers du territoire sur le chevalier cuivré et son habitat ;
5. Réaliser un suivi régulier de l’état de la population.

Pour un œil non averti, il est très difficile de faire la différence entre un chevalier cuivré et les autres espèces de chevaliers ainsi que deux des espèces de meuniers présentes au Québec. Pour ces raisons, la pêche sportive de ces poissons est interdite dans l’aire de répartition du chevalier cuivré. 
La baignade à la plage de l'Est et au parc de la Promenade-Bellerive sur l'île de Montréal est interdite afin de protéger ses habitats,.

## Les causes de son déclin
Plusieurs facteurs peuvent expliquer les problématiques liées à la survie du chevalier cuivré. La maturité sexuelle qui prend une dizaine d’années, leur alimentation spécialisée, un frai tardif qui donne très peu de temps aux jeunes pour leur croissance (plus petits) avant les longs mois d’hiver. De plus, la période de frai a lieu au moment de l’année où l’utilisation des pesticides est à son apogée en agriculture et expose ce moment crucial dans la perpétuation de l’espèce à davantage de contaminants,.
La population est vieillissante et les études montrent que depuis le début les années 1990, la reproduction en milieu naturel demeure difficile,,,,. La mortalité naturelle est devenue plus grande que le renouvellement de l’espèce,,. Il y aurait un problème au niveau de la maturation des femelles (fécondité) et par le fait même, une baisse considérable de descendants. Donc, si le recrutement de l’espèce ne s’améliore pas, il pourrait s’avérer difficile d’obtenir des géniteurs pour la reproduction artificielle. En ce sens, au parc découverte Nature de Coaticook, il y a un élevage en pisciculture du chevalier cuivré afin d'augmenter le nombre de descendants en milieu naturel.
L’activité d’origine anthropique effectue une grande pression sur les espèces en danger comme le Chevalier cuivré. Elle contribue à la fragmentation et à la dégradation de son habitat ce qui engendre un faible succès de recrutement,,,,,,. L’agriculture intensive, le déboisement et l’urbanisation contribuent à diminution de la qualité de l’eau puisque ces pratiques amènent un apport excessif en nutriments, un envasement du lit des cours d’eau et une augmentation de la turbidité,,,. Selon Pierre Dumont du ministère des Ressources naturelles, de la Faune et des Parcs en 2004, c’est probablement pour ces raisons que le chevalier cuivré a disparu de la rivière Yamaska et de la rivière Noire où ces pratiques sont particulièrement intenses. Les changements dans la compositions des cours d’eau sont vécus comme une agression pour les Catostomidés du genre Moxostoma ainsi que leur principale source alimentaire, les mollusques . Ces milieux vivant avec un problème d’eutrophisation vont favoriser des espèces comme le crapet-soleil (Lepomis gibbosus), la barbotte brune (Ameiurus nebulosus) et la perchaude (Perce flavescens) et d’autres espèces introduites comme la tanche (Tinca tinca) qui représentent une menace pour le chevalier cuivré,,,. Une autre espèce envahissante s’est implantée dans la rivière Richelieu, la moule zébrée (Dreissena polymorpha). Cette espèce pourrait potentiellement avoir un impact négatif sur le Chevalier cuivré. Ce qui est inquiétant, c’est son fort pouvoir de concentration des contaminants qui pourrait être dommageable si elles sont consommées en grand nombre. Une expérience en laboratoire effectuée par montre que les jeunes étaient en mesure de s’alimenter de ces mollusques.
D’autres études portant sur le niveau de concentrations de contaminants persistants comme le mercure et les métaux trace ont démontré que les taux étaient similaires entre le chevalier cuivré et d’autres Catostomidés provenant des rivières Richelieu et Yamaska. Cependant, d’autres substances non persistantes telles que les pesticides et les rejets des stations d’épuration pourraient aussi engendrer des difficultés lors de la reproduction du chevalier cuivré. Certains pesticides agissent comme des perturbateurs olfactifs puisqu’ils réduisent la perception des phéromones chez les individus. Dans les faits, ces substances chimiques viennent perturber les comportements ainsi que la maturation sexuelle chez les deux sexes. De plus, certains produits domestiques, industriels et agricoles qui se retrouvent dans nos cours d’eau peuvent être des perturbateurs endocriniens par leurs effets œstrogéniques (ex: pilule contraceptive). Ces métabolites se fixent au récepteur de l’œstrogène et viennent perturber le signal hormonal. Le frai tardif du chevalier cuivré qui a lieu lorsque le débit de l’eau est à son plus bas et que l’épandage de pesticide est à son maximum, cela augmenterait de façon considérable l’exposition des géniteurs à ces composés toxiques.
Pendant 30 ans, le barrage de Saint-Ours agissait comme une barrière infranchissable pour le chevalier cuivré. C’était devenu impossible pour lui de circuler entre les frayères situées dans la rivière Richelieu et l’habitat des adultes dans le fleuve Saint-Laurent et ses affluents. C’est pour cette raison qu’une passe migratoire a été réalisée (passe migratoire Vianney-Legendre) au printemps 2001 pour permettre au chevalier cuivré de se rendre dans l’archipel du bassin de Chambly.
De plus, la pêche commerciale du XIXe siècle qui favorisait la prise des gros chevaliers pourrait aussi être une cause de la fragilisation de l’espèce. Le bassin de Chambly est un lieu de prédilection pour les plaisanciers (bateaux, kayak, pêche, etc.) lors de la période de reproduction du chevalier cuivré. Ces activités sont une source de stress non négligeable pour les géniteurs et peuvent augmenter le risque de piétinement des œufs. Afin d’éliminer ce problème, le refuge faunique Pierre-Étienne-Fortin dans les rapides de Chambly ainsi qu’une règlementation sur cette aire protégée ont vu le jour,.